# Bedřich Reicin
Bedřich Reicin (29. září 1911 Přerov – 3. prosince 1952 Praha), původním jménem Friedrich Reinzinger, byl československý voják, divizní generál, agent NKVD, přednosta Obranného zpravodajství (OBZ) a 5. oddělení Hlavního štábu, po únoru 1948 náměstek ministra obrany. Byl popraven jako jeden z členů tzv. protistátního spikleneckého centra Rudolfa Slánského.
Jako velitel založil těžiště práce OBZ na provokacích a na vykonstruovaných soudních procesech s nekomunistickými nebo protikomunistickými vojáky československé armády. Osobně dával rozkazy k fyzickému a psychickému týrání obviněných. Spekuluje se, že stál za smrtí generálmajora Antonína Sochora. Byl spolutvůrce čistek elity armády, např. justiční vraždy generála Heliodora Píky a vykonstruovaných procesů s generály Karlem Janouškem a Karlem Kutlvašrem.

## Dětství a mládí
Narodil se v Přerově, v rodině učitele židovské náboženské obce, kde v roce 1921 nastoupil na reálné gymnázium a poté na německou obchodní akademii. V mládí byl členem sionistické skautské organizace Techelet lavan, také ale členem Komsomolu (Komunistický svaz mládeže). V roce 1927 mu zemřel otec (matka později zahynula v koncentračním táboře) a koncem roku 1928 odešel ze studií a stal se placeným funkcionářem KSČ. Jako specialista na indoktrinaci dětí získal přezdívku Kinderfricek. Za svou politickou činnost byl vyšetřován a několikrát i krátkodobě vězněn.
V dubnu 1930 začal pracovat v redakci časopisu Mladá garda a od roku 1938 v redakci Rudého práva.

## Období nacistické okupace
Po obsazení Československa nacistickým Německem v roce 1939 byl za svou komunistickou činnost dvakrát zatčen, ale následně propuštěn (zřejmě jako důsledek paktu o neútočení mezi SSSR a Německem).
V roce 1940, na základě rozhodnutí Ústředny pro židovské vystěhovalectví měl vycestovat do Šanghaje, ale cestu přerušil již v Sovětském svazu.

### V SSSR
V roce 1941 byl internován v táboře Oranki jako informátor NKVD; měl zjišťovat smýšlení a chování internovaných československých vojáků.
Dne 21. února 1942 byl zařazen jako branec do nově se formujícího československého pluku v Buzuluku. Zároveň v jednotce začal utajeně působit jako komunistický aktivista a informátor moskevského vedení KSČ. Po absolvování důstojnické školy (s velmi dobrým prospěchem) nastoupil do osvětového aparátu československé jednotky, který Sověti využívali pro komunistickou a prosovětskou agitaci mezi vojáky.
V hodnosti rotného se začátkem roku 1943 dostal s jednotkou poprvé na frontu; u Sokolova byl nešťastnou náhodu zraněn zbloudilou střelou – přímých bojů se neúčastnil. V květnu téhož roku byl povýšen na podporučíka a jmenován zástupcem osvětového důstojníka brigády.
V lednu 1945 byl jmenován přednostou Obranného zpravodajství (OBZ), vojenské kontrarozvědky vytvořené v rámci 1. československého armádního sboru v SSSR. Ve funkci přednosty se zaměřil na úsek vnitřní ochrany (vnější ochranu měl na starosti jeho zástupce Karel Vaš) v rámci níž se zabýval prověřováním příslušníků československé jednotky, ale i jejich povyšováním či jmenováním do funkcí.
V dubnu 1945 byl jmenován náčelníkem nově utvořené Hlavní správy obranného zpravodajství (HS OBZ) a 1. května 1945 povýšen do hodnosti štábního kapitána.

## Po osvobození

### 1945–1948
Dne 10. května 1945 byl povýšen na majora a 1. srpna téhož roku na podplukovníka. Ve funkci náčelníka HS OBZ se podílel na výsleších zadržených nacistů a příslušníků gestapa (vyslýchal např. K. H. Franka, který byl přinucen podepsat záznam o výslechu pouze v češtině) a protokoly poté využíval k diskreditaci tzv. demokratického odboje. Jím řízená HS OBZ byla po celou dobu své existence poslušným mocenským nástrojem KSČ a on sám, coby vysoký funkcionář KSČ, společně s ministrem vnitra Václavem Noskem a ministrem národní obrany gen. Ludvíkem Svobodou[zdroj?] veškerou svoji činnost ve funkci podřizoval snahám KSČ o ovládnutí armádních struktur. Rozhodnutím komunistické strany byl roku 1948 Reicin jmenován náměstkem pro kádrové záležitosti. Podle své pozdější výpovědi generál Svoboda vznesl námitku proti Reicinovu jmenování generálnímu tajemníku KSČ Rudolfu Slánskému, a to proto, "že [Reicin] nemá dobrý poměr k lidem, že lidé se ho bojí, nemají ho rádi, že je to diktátor a zlý a mstivý člověk." Také podle knihy Zoe Klusákové-Svobodové s tímto jmenováním generál Svoboda nesouhlasil.
Dne 1. dubna 1946 byla oficiálně zrušena HS OBZ. Její úkoly převzalo nově utvořené 5. oddělení Hlavního štábu. Stal se jeho přednostou. 1. října 1946 byl povýšen na plukovníka.
Jako náměstek ministra obrany gen. Ludvíka Svobody si vybudoval prakticky neomezenou moc; struktura OBZ na všech úrovních se vytvářela na jeho přímý rozkaz, shromažďoval řadu kompromitujících materiálů (ať již pravdivých či na jeho pokyn „vyrobených“).

### Po únoru 1948

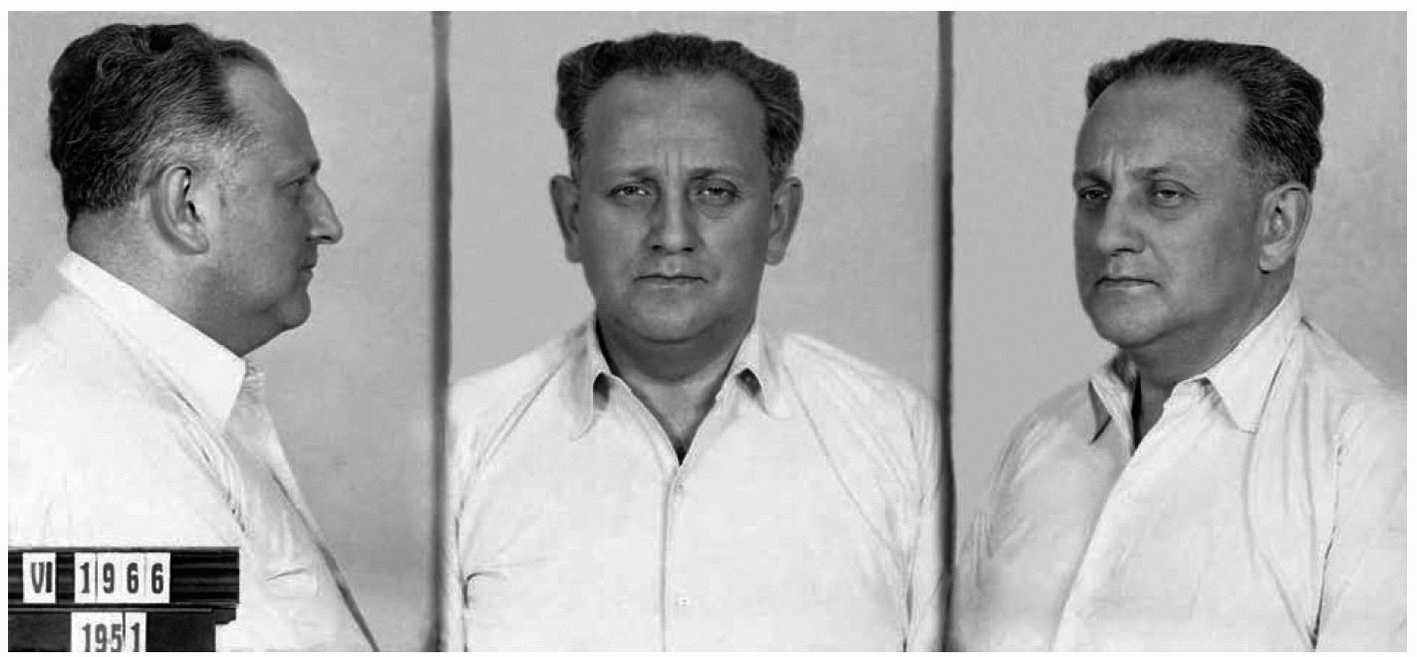
Vazební fotografie: brigádní generál a náměstek ministra obrany Bedřich Reicin po zatčení v roce 1951

Po únoru 1948 byl Reicin jmenován do funkce náměstka ministra obrany. I v této funkci se nadále podílel na čistkách v armádním důstojnickém sboru. Stíhací pilot František Peřina uvedl, že po hádce s Reicinem byl vyhozen z armády: „Po nástupu komunistů jsem se přímo před ministerstvem letectví dostal do velkého sporu s generálem Bedřichem Reicinem, šéfem tajné policie. O dva dny později, 19. prosince 1948, jsem dostal telegram, že jsem byl vyhozen z letectva. Zahořklý a znechucený jsem se rozhodl, že chci ven – znovu. Později jsem zjistil, že mé rozhodnutí bylo rozumné. Generál Reicin byl oběšen, stejně jako Vladimír Clementis, ministr zahraničních věcí. Komunisté hltali své!“ Koncem roku 1948 byl Reicin povýšen do hodnosti brigádního generála.
Po jmenování JUDr. Alexeje Čepičky ministrem národní obrany v roce 1950 došlo na ministerstvu obrany k mocenským střetům. Čepička se pokusil zlomit Reicinovu osobní moc a vliv, který si zde vybudoval. Využil řady stížností z okruhu armádních důstojníků na prostředky, kterými si OBZ pod Reicinovým vedením vynucovalo přiznání vyšetřovaných (fyzické a psychické mučení), a falšování a výrobu důkazů. Dne 8. února 1951 byl Reicin zatčen a uvězněn. Při zatčení muselo být použito lsti: ze své vily byl Reicin vylákán, neboť byl střežen početnou ozbrojenou ochrankou a zatýkající orgány se obávaly krveprolití. Ve vězení byl Reicin vystaven výslechovým metodám, které pomáhal zavádět. Paradoxně nebyl obviněn z porušování zákonů při výkonu svých funkcí, ale jako jeden z účastníků tzv. protistátního spikleneckého centra. Při soudním přelíčení byl odsouzen k trestu smrti. Dne 3. prosince 1952 brzy ráno byl Reicin v Pankrácké věznici popraven.

### Rehabilitace
V roce 1963 tzv. Kolderova komise doporučila jeho rehabilitaci. Dokument uváděl, že byl neprávem odsouzen jako člen „spikleneckého centra“ pro velezradu, vyzvědačství a vojenskou zradu. Současně byla potvrzena odpovědnost za nezákonné metody práce, kterých se dopouštěl, za něž však souzen nebyl a soudní odpovědnost po smrti již vyjádřit nelze. Komise jej tak navrhla plně soudně rehabilitovat, ale nedoporučila stranickou rehabilitaci.

## Vyznamenání
- Československý válečný kříž 1939, 1943
- Řád rudého praporu /1924–1943/, 1943 (SSSR)
- Sokolovská pamětní medaile, 1948
- Řád 25. února, II. stupně, 1949